# Kendeffy-kúria (Malomvíz)
A malomvízi Kendeffy-kúria műemlék épület Romániában, Hunyad megyében. A romániai műemlékek jegyzékében a HD-II-a-A-03428 sorszámon szerepel.